# Eugène Bourgeau

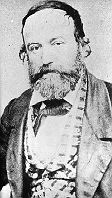
Eugène Bourgeau

Eugène Bourgeau (* 20. April 1813 in Brizon, Département Haute-Savoie; † Februar 1877 in Paris) war ein französischer Naturforscher.

## Biographie
Als junger Mann arbeitete er im botanischen Garten in Lyon, wo er unter anderem von Nicolas Charles Seringe und Claude Thomas Alexis Jordan beeinflusst wurde. Im Jahr 1843 zog er nach Paris, wo er von Philip Barker Webb als Herbariumsassistent eingestellt wurde. In den Jahren 1845–46 sammelte er auf den Kanarischen Inseln Pflanzen für die „Webb-Sammlung“.
Zuvor war er als botanischer Sammler in Spanien, Nordafrika und auf den Kanarischen Inseln tätig gewesen, bevor er sich von 1857 bis 1860 der British North American Exploring Expedition (Palliser-Expedition) in Westkanada anschloss. In Kanada sammelte er botanische Exemplare nördlich des Lake Superior und in der Gegend um den Winnipegsee, reiste auch den Saskatchewan River hinunter und wagte sich in die Rocky Mountains. Der Mount Bourgeau in der Nähe von Sunshine Village im Banff-Nationalpark trägt seinen Namen.
Spätere Expeditionen umfassten zwei Reisen nach Kleinasien (Lykien und das Pontische Gebirge), eine Reise nach Spanien und zu den Balearen (1863), eine wissenschaftliche Mission nach Mexiko (1865–66) und 1870 eine Reise zur Insel Rhodos.
Bourgeau hat selbst keine botanische Literatur veröffentlicht. Angeblich war er in der Rechtschreibung und der Grammatik sehr schlecht.

## Schirmherrschaften
An den Namen Eugène Bourgeau erinnert der Mount Bourgeau, ein Gipfel, der im Banff-Nationalpark liegt.
Ihm zu Ehren wurden einige taxonomische Namen von Pflanzen vergeben:
- die Gattung Bourgaea wurde nach ihm durch Ernest Saint-Charles Cosson benannt.[2][5]
- die Artnamen Anthemis bourgaei, Bupleurum bourgaei, Muscari bourgaei, Onosma bourgaei, Phlomis bourgaei, Quercus bourgaei und Tillandsia bourgaei.